# Unterer Pfauenteich
Der Untere Pfauenteich ist eine historische Talsperre östlich von Clausthal-Zellerfeld. Er wurde im Zusammenhang mit dem Oberharzer Wasserregal von Oberharzer Bergleuten im 16. oder 17. Jahrhundert angelegt. Heute hat er noch eine Funktion als Hochwasserschutzteich für die Stadt Clausthal-Zellerfeld. Wie alle Bauwerke des Oberharzer Wasserregals ist auch der Untere Pfauenteich seit dem Jahr 2010 Bestandteil des UNESCO-Weltkulturerbes Bergwerk Rammelsberg, Altstadt von Goslar und Oberharzer Wasserwirtschaft.

## Lage
Der Teich liegt am südöstlichen Stadtrand Clausthal. Die Stauanlage stellt den von oben vierten Teich in der sogenannten „Pfauenteichkaskade“ dar. Oberhalb liegt der Mittlere Pfauenteich, der Obere Pfauenteich und der Hirschler Teich. Des Weiteren befindet sich weiter unterhalb im Nebenschluss der Eulenspiegler Teich und schließlich, ca. zehn Kilometer weiter nordwestlich, die Innerstetalsperre.

## Beschreibung
Wie bei allen Oberharzer Teichen im Raum Clausthal-Zellerfeld wurde der Staudamm als Erdbauwerk, das heißt mit einer Erd- und Felsschüttung erstellt. Dieses Dammschüttmaterial wurde örtlich gewonnen und ist von überwiegend steiniger Substanz. Verdichtungsarbeit wurde nicht durchgeführt, zumindest liegen darüber keine Abrechnungsunterlagen vor. Das erklärt auch, warum sich die Dämme auch heute, nach mehr als 300 Jahren, immer noch um mehrere Millimeter im Jahr setzen. Die Dichtung wurde an der wasserseitigen Böschung vorgesehen und besteht aus Rasensoden.
Es handelt sich hier um einen Teich der „Umgebauten Bauart“. Das heißt, seine Rasensodendichtung befindet sich an der wasserseitigen Böschung, nach 1714 wurde aber die Grundablasskonstruktion der Neuen Bauart angepasst und der Striegel zur Betätigung des Grundablasses ist mit einem Striegelschacht in Dammmitte ausgestattet. Das Striegelrohr ist noch als historisches Holzgerenne konstruiert.
Der Stauraum des Unteren Pfauenteiches reicht bis zum luftseitigen Dammfuß des Mittleren Pfauenteiches und staut im Normalbetrieb dessen Damm teilweise mit ein.
Relativ aufwendig ist die Hochwasserentlastungsanlage (Ausflut) konstruiert. Sie ist nicht auf gewachsenen Fels am Übergang von Damm zum Hang gegründet, sondern steht auf etwa einem Meter Dammschüttung. Dies kann als Hinweis interpretiert werden, dass bei der letzten Teichdammerhöhung die Ausflut nicht weiter hangwärts verlegt wurde, sondern an der Stelle verblieb. Sie ist mit einem Eichenjoch versehen, welches einerseits Auflager für frühere Eisabweiser war, andererseits auch durch Brettereinsätze einen höheren Anstau des Teiches erreichen konnte.

## Bauwerkshistorie

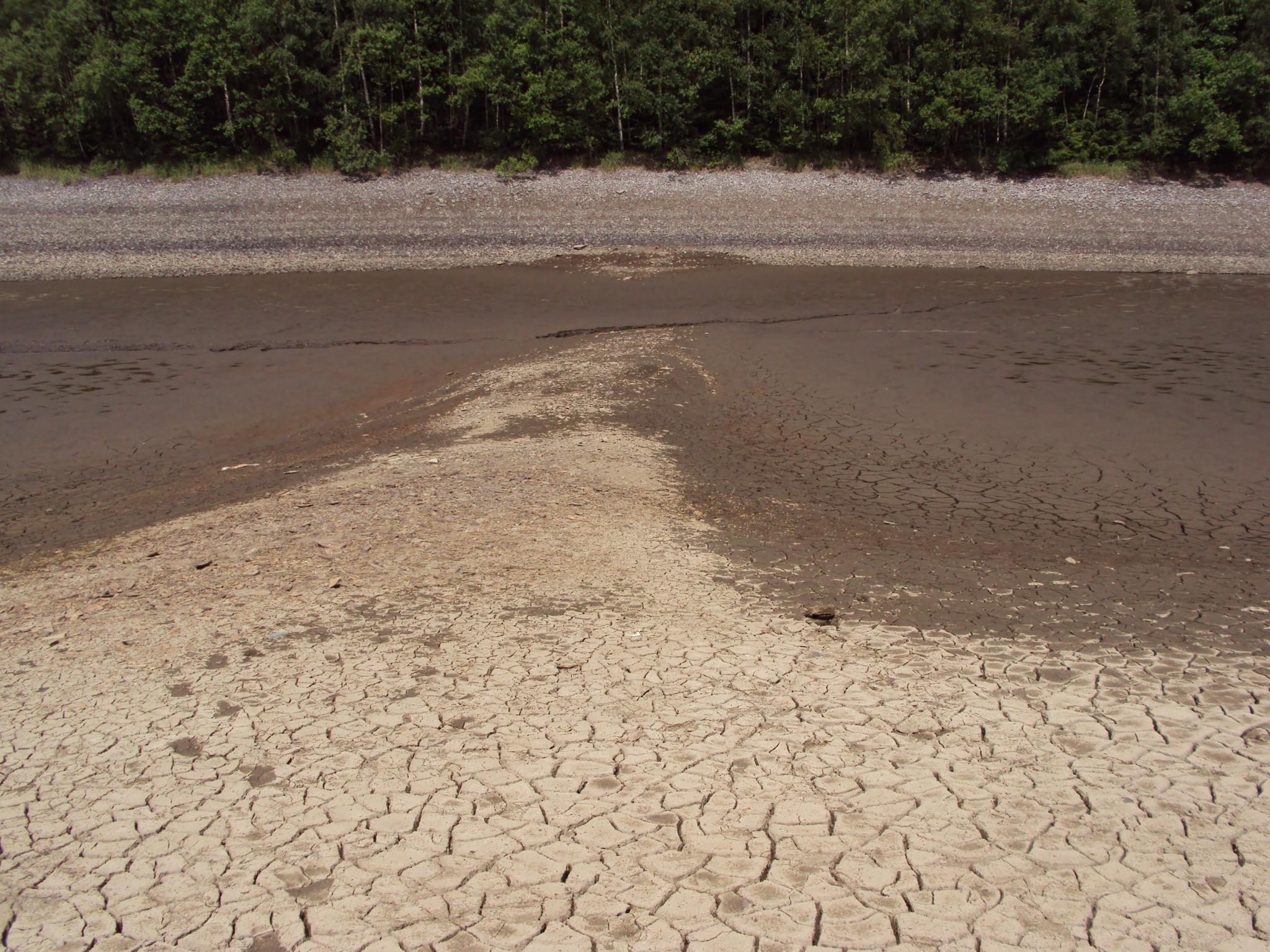
Unterer Pfauenteich, historischer Vorgängerdamm im Stauraum

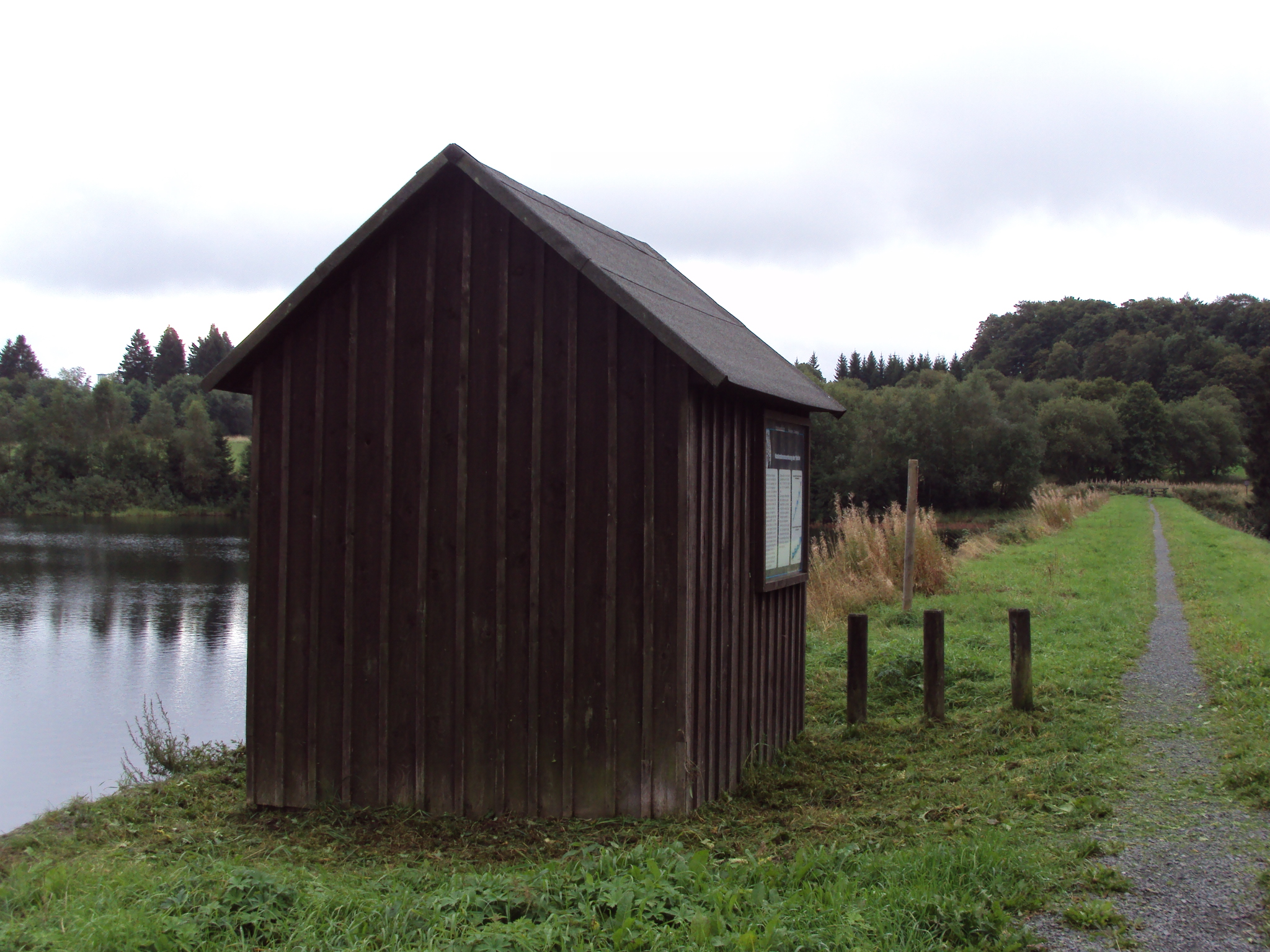
Unterer Pfauenteich, Dammkrone mit Striegelhaus

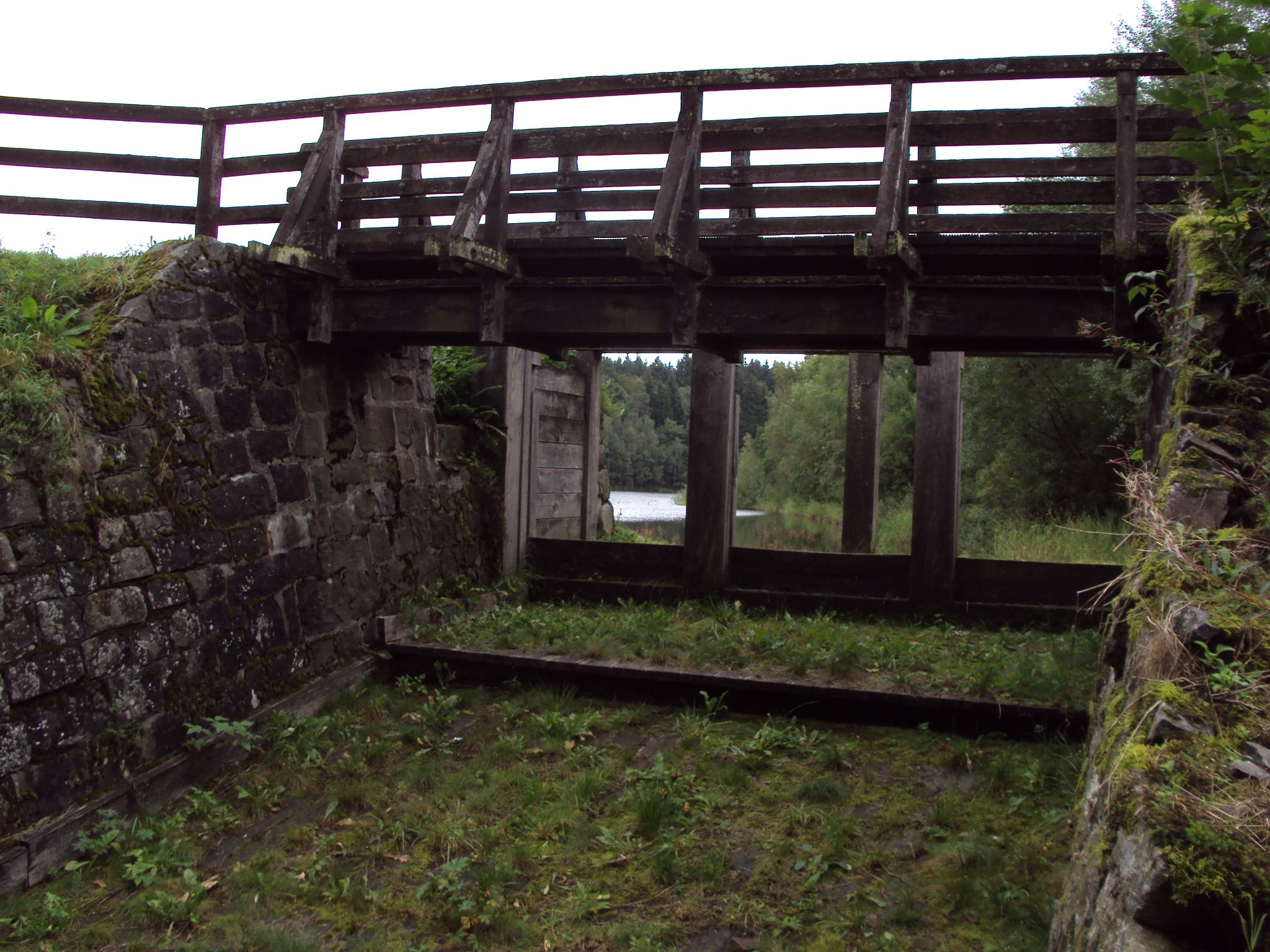
Hochwasserentlastungsanlage des Unteren Pfauenteiches, Luftseite

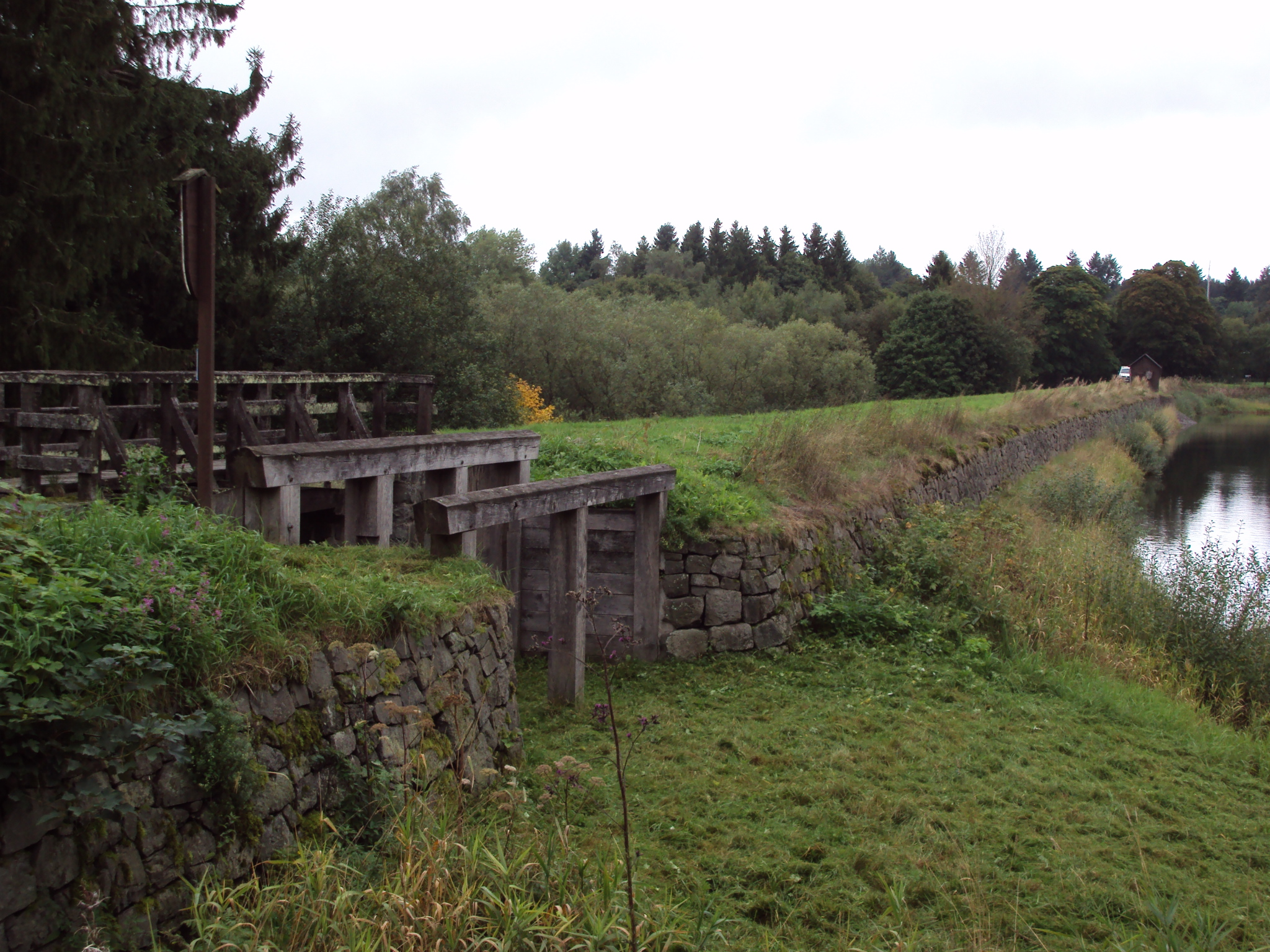
Ausflut und Damm des Unteren Pfauenteiches

Bekannt ist, dass bereits im 16. Jahrhundert Teichanlagen im oberen Tal des Zellbaches angelegt waren. Ob dies unmittelbare Vorgängerbauten waren, kann heute nicht mehr nachvollzogen werden, doch erkennt man bei stark abgesenkten Unteren Pfauenteich in der Bucht zum Mittleren Pfauenteich hin einen historischen Vorgängerdamm, dessen Anlage heute durch den wesentlich größeren Unteren Pfauenteich überstaut wird.
Ende des 19. Jahrhunderts war der Untere Pfauenteich in die Kraftwasserversorgung des Kaiser-Wilhelm-Schachtes mit eingebunden; anfangs zur Versorgung der dortigen Wassersäulenmaschine, später für die Turbinen zur Stromerzeugung. Hierfür wurden Stahlleitungen vom Unteren Pfauenteich zum Kaiser-Wilhelm-Schacht verlegt, die Entnahme aus dem Unteren Pfauenteich befand sich im Bereich des östlichen Dammendes. Seit 1981 ist diese Entnahme und die Rohrleitung stillgelegt.
1985 wurde der Fußgängersteg über die Ausflut erneuert; 1988 die Wellenschutzmauer auf gesamter Länge. Im Jahr 2000 fanden Sanierungsarbeiten an der Ausflut statt, dabei wurde insbesondere das eichene Jochbauwerk erneuert. 2015 musste der Teich für eine Grundablasssanierung komplett entleert werden. Joch und Fußgängersteg der Ausflut wurden im Jahr 2022 nochmals komplett erneuert.

## Umweltbelastung
Der Untere Pfauenteich war zusammen mit dem sich oberhalb anschließenden Mittleren Pfauenteich mit über 16.000 m³ schädlicher Neutralisationsschlämme aus der Sprengstoffproduktion des Werks Tanne im Zweiten Weltkrieg belastet. Diese Schlämme sind in den Jahren 2011 und 2012 entfernt und entsorgt worden.
Aufgrund der Rüstungsaltlastenproblematik ist aber weiterhin das Baden und das Angeln im Unteren Pfauenteich verboten.

## Einzugsgebiet, Wasserwirtschaft

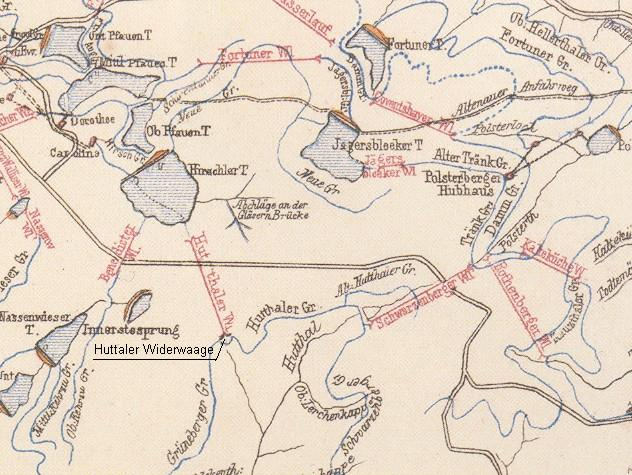
Der Untere Pfauenteich (oben links) als Teil der Pfauenteichkaskade (1864)

Das Einzugsgebiet des Unteren Pfauenteiches ist nur gering besiedelt und besteht überwiegend aus Wald und Wiesenflächen. Allerdings liegen am östlichen Ufer einige Ferienhäuser und dort grenzt auch die ehemalige Rüstungsfabrik Werk Tanne an.
Der Stausee erhält seine Zuflüsse überwiegend aus dem Überlauf oder den Grundablass des Mittleren Pfauenteiches. Theoretisch kann auch über den Franz-Auguster Wasserlauf, dessen Auslaufmundloch sich am östlichen Ufer befindet, Wasser aus dem Dammgraben eingeleitet werden. Dies ist heute aber aus wasserwirtschaftlichen Gründen und aus Gründen der Rüstungsaltlasten unerwünscht. Darüber hinaus gibt es einige kleine Quellbäche aus dem Werk-Tanne-Gebiet. Im Westen ist das Einzugsgebiet durch den Elisabether Graben weitgehend abgeschnitten.
Der Grundablass gibt das Wasser in den Zellbach; bis zum Ende des Bergbaus konnte es hier noch von Bergwerken des Burgstätter Gangzuges als Aufschlagwasser genutzt werden.

## Sonstiges
An der Pfauenteichkaskade ist ein „WasserWanderWeg“ (Themenpfad) angelegt. Durch entsprechende Hinweistafeln wird der Besucher über die Besonderheiten des Bauwerkes informiert. Startpunkt ist der Parkplatz am Entensumpf.